# Nathan
Nathan je mužské rodné jméno. Jméno má hebrejský původ (נתן‎ a znamená v hebrejštině „dárce“ nebo „dal, daroval“).

## Známí nositelé jména
- Nathan Lane – americký herec
- Nathan Sykes – anglický zpěvák skupiny The Wanted
- Nathan Fillion – kanadský herec
- Nathan Kress – americký herec
- Nathan Juran - americko-rumunský režisér a designér, držitel Oscara.